# Hypotrochoida

Ukázka nakreslení hypotrochoidy (vnitřní kružnice černě, vnější modře, hypotrochoida červeně)

Nakreslení elipsy jako speciálního případu hypotrochoidy.

Hypotrochoida je křivka, kterou opisuje bod, spojený s kružnicí, odvalující se po vnitřku jiné, větší kružnice.

## Rovnice
V parametrickém tvaru lze hypotrochoidu popsat jako:
{\displaystyle x=(R-r)\cos \theta +d\cos \left({R-r \over r}\theta \right)}
{\displaystyle y=(R-r)\sin \theta -d\sin \left({R-r \over r}\theta \right)}
kde
- {\displaystyle R} je poloměr větší stojící (nepohyblivé) kružnice
- {\displaystyle r} je poloměr menší valící se kružnice
- {\displaystyle d} je vzdálenost bodu, který vytváří křivku, od středu valící se kružnice

Speciálními případy hypotrochoidy jsou
- hypocykloida pro d = r (bod vytvářející křivku je na menší kružnici)
- elipsa pro R = 2r